# Gran Premi d'Alemanya de motociclisme de 1965
El Gran Premi d'Alemanya de motociclisme de 1965 fou la segona cursa de la temporada 1965 de motociclisme. La cursa es disputà al Circuit de Nürburgring (Nürburg, Alemanya) el dia 24 d'abril de 1965.

## 500 cc

### Arribats a la meta
| Pos. | Pilot                  | Moto      | Temps        | Punts |
| ---- | ---------------------- | --------- | ------------ | ----- |
| 1    | Mike Hailwood          | MV Agusta | 1h 27' 08" 0 | 8     |
| 2    | Giacomo Agostini       | MV Agusta | +1' 39" 6    | 6     |
| 3    | Walter Scheimann       | Norton    | +1 volta     | 4     |
| 4    | Jack Findlay           | Matchless | +2 voltes    | 3     |
| 5    | Eduard Lenz            | Matchless | +2 voltes    | 2     |
| 6    | Billie Nelson          | Norton    | +2 voltes    | 1     |
| 7    | Lewis Young            | Matchless |              |       |
| 8    | Hans-Jürgen Melcher    | Norton    |              |       |
| 9    | Hans-Otto Butenuth     | BMW       |              |       |
| 10   | Hans W. Schmidt        | BMW       |              |       |
| 11   | Manfred Gäckle         | Norton    |              |       |
| 12   | Bernhard Bockelmann    | Norton    |              |       |
| 13   | Siegfried Springenberg | Horex     |              |       |
| 14   | Ernst Weiss            | Norton    |              |       |
| 15   | Hans Föhr              | Matchless |              |       |

## 350 cc

### Arribats a la meta (posició amb punts)
| Pos. | Pilot            | Moto      | Temps | Punts |
| ---- | ---------------- | --------- | ----- | ----- |
| 1    | Giacomo Agostini | MV Agusta |       | 8     |
| 2    | Mike Hailwood    | MV Agusta |       | 6     |
| 3    | Gustav Havel     | Jawa      |       | 4     |
| 4    | Renzo Pasolini   | Aermacchi |       | 3     |
| 5    | Endel Kiisa      | CKEB      |       | 2     |
| 6    | Paddy Driver     | AJS       |       | 1     |

## 250 cc

### Arribats a la meta (primeres 10 posicions)
| Pos. | Pilot             | Moto      | Temps     | Punts |
| ---- | ----------------- | --------- | --------- | ----- |
| 1    | Phil Read         | Yamaha    | 48' 16" 4 | 8     |
| 2    | Mike Duff         | Yamaha    | +0" 9     | 6     |
| 3    | Ramon Torras      | Bultaco   | +1'26" 7  | 4     |
| 4    | Giuseppe Visenzi  | Aermacchi | +1 volta  | 3     |
| 5    | Günter Beer       | Bultaco   | +1 volta  | 2     |
| 6    | Gilberto Milani   | Aermacchi | +1 volta  | 1     |
| 7    | Gerhard Thurow    | Adler     | +1 volta  |       |
| 8    | Graham Dickson    | Bultaco   | +1 volta  |       |
| 9    | Siegfried Lohmann | Yamaha    | +1 volta  |       |
| 10   | Horst Seidl       | Bultaco   | +1 volta  |       |

## 125 cc

### Arribats a la meta (primeres 8 posicions)
| Pos. | Pilot            | Moto     | Temps     | Punts |
| ---- | ---------------- | -------- | --------- | ----- |
| 1    | Hugh Anderson    | Suzuki   | 48' 01" 7 | 8     |
| 2    | Frank Perris     | Suzuki   | +55" 6    | 6     |
| 3    | Ramon Torras     | Bultaco  | +2' 22" 1 | 4     |
| 4    | Ernst Degner     | Suzuki   | +3' 13" 7 | 3     |
| 5    | Derek Woodman    | MZ       | +3' 26" 5 | 2     |
| 6    | Walter Scheimann | Kreidler | +3' 36" 8 | 1     |
| 7    | Giuseppe Visenzi | Honda    |           |       |
| 8    | Peter Eser       | Honda    |           |       |

## 50 cc

### Arribats a la meta (posició amb punts)
| Pos. | Pilot                | Moto     | Temps     | Punts |
| ---- | -------------------- | -------- | --------- | ----- |
| 1    | Ralph Bryans         | Honda    | 51' 06" 8 | 8     |
| 2    | Luigi Taveri         | Honda    | +17" 8    | 6     |
| 3    | Hugh Anderson        | Suzuki   | +18" 6    | 4     |
| 4    | Mitsuo Itoh          | Suzuki   |           | 3     |
| 5    | Ángel Nieto          | Derbi    |           | 2     |
| 6    | Hans-Georg Anscheidt | Kreidler |           | 1     |

## Sidecar

### Arribats a la meta
| Pos. | Pilot             | Passatger        | Moto      | Temps     | Punts |
| ---- | ----------------- | ---------------- | --------- | --------- | ----- |
| 1    | Fritz Scheidegger | John Robinson    | BMW       | 53' 27" 5 | 8     |
| 2    | Siegfried Schazu  | Horst Schneider  | BMW       | +35" 4    | 6     |
| 3    | Arsenius Butscher | Wolfgang Kalauch | BMW       | +41" 2    | 4     |
| 4    | August Wolf       | Lothar Ronsdorf  | BMW       |           | 3     |
| 5    | Fred Huber        | Josef Huber      | BMW       |           | 2     |
| 6    | Trevor Davies     | John Gauge       | Matchless |           | 1     |